# Neoconocephalus pahayokee
Neoconocephalus pahayokee is een rechtvleugelig insect uit de familie sabelsprinkhanen (Tettigoniidae). De wetenschappelijke naam van deze soort is voor het eerst geldig gepubliceerd in 1978 door Walker & Whitesell.